# Мирчев, Владислав
Владислав Митков Мирчев (болг. Владислав Митков Мирчев; 23 января 1987, Варна, Болгария) — болгарский футболист, нападающий клуба «Черноморец» из Балчика.

## Карьера
Мирчев — воспитанник варнского «Спартака», за который играл в 2004—2009 годах. В это время отдавался в аренду в «Черноморец» из города Бургас и в БАТЭ. В составе БАТЭ стал чемпионом Белоруссии. В 2009 году перешёл в итальянский клуб «Анкона», игравший на тот момент в Серии В, но, не сумев закрепиться в основе «Анконы», перешёл в бельгийский клуб «Остенде», игравший на тот момент во Втором дивизионе. В 2011—2012 годах играл за клубы «Спартак» (Варна) и «Бдин».
В 2012 году перешёл в павлодарский «Иртыш». 15 июля в матче против «Астаны» дебютировал в чемпионате Казахстана. В составе казахстанского клуба стал серебряным призёром чемпионата Казахстана, а также финалистом Кубка Казахстана.

## Достижения
БАТЭ
- Чемпион Белоруссии: 2008

Иртыш (Павлодар)
- Чемпионата Казахстана: 2012
- Финалист Кубка Казахстана: 2012